# Giulia Catania
Giulia Catania (Roma, 18 agosto 1990) è una doppiatrice e direttrice del doppiaggio italiana.

## Biografia
Figlia di Rossella Izzo e del ginecologo Vincenzo Catania, sorella minore della doppiatrice Myriam Catania, nonché nipote delle doppiatrici/attrici Simona Izzo, Fiamma Izzo e Giuppy Izzo, ha iniziato a lavorare giovanissima come doppiatrice.

## Filmografia

### Televisione
- Caro maestro, regia di Rossella Izzo – serie TV (1996)

## Doppiaggio

### Film
- Ellen Page in X-Men - Conflitto finale e X-Men - Giorni di un futuro passato
- Katie Sagona in In Dreams
- Everlyn Sampi in La generazione rubata
- Olivia Olson in Love Actually - L'amore davvero
- Tamsin Egerton in In viaggio con Evie
- Avril Lavigne in Identikit di un delitto
- Saoirse Ronan in The Way Back
- Frances O'Connor in Jayne Mansfield's Car - L'ultimo desiderio
- Kaitlyn Bausch in Pure Country - Una canzone nel cuore
- Agyness Deyn in Electricity
- Sophie Levy in Notte al museo - Il segreto del faraone
- Jaz Sinclair in Città di Carta
- Hermione Corfield in Mission: Impossible - Rogue Nation
- Taylor Hickson in Deadpool
- Analeigh Tipton in In Dubious Battle - Il coraggio degli ultimi
- Jee Young Han in Proprio lui?
- Minka Kelly in Ricomincio da nudo
- Hana Mae Lee in Love Beats Rhymes
- Violett Beane in Obbligo o verità
- Farah Zeynep Abdullah in Bold Pilot - Leggenda di un campione
- Elvy Yost in A Futile and Stupid Gesture
- Laura Slade Wiggins in Nancy Drew e il passaggio segreto
- Mariana di Girolamo in Ema
- Gayle Rankin in The Climb - La salita
- Eiza González in I Care a Lot
- Alison Brie in Una donna promettente
- Peyton List in Hubie Halloween
- Charlotte Spencer in Cenerentola
- Anja Savcic in Ricky Stanicky - L'amico immaginario
- Christina Jackson in Shirley - In corsa per la Casa Bianca
- Irene Azuela in El diario

### Serie televisive
- Elena Rivera in Le verità nascoste e Inés dell'anima mia
- Anouchka Delon in Le Lion
- Alexandra Turshen in Red Oaks
- Grace Phipps in The Vampire Diaries
- Giorgia Whigham in The Punisher
- Perdita Weeks in Magnum P.I.
- Nell Hudson in Victoria
- Chacha Huang in Amore e vendetta - Zorro
- Charlotte Spencer in Sanditon
- Sydney Park in Pretty Little Liars: The Perfectionists
- Louisa Harland in Nell - Rinnegata
- Meltem Akçöl in La rosa della vendetta
- Nishi Munshi in The Originals
- Jenny Boyd in Legacies
- Imogen Poots in Roadies
- Aisha Dee in The Bold Type
- Genevieve Angelson in Good Girls Revolt
- Lisa McGrillis in Sex Education
- Gayle Rankin in House of the Dragon
- Valentina Lagarejo in Betty la fea: la storia continua
- Alison Brie in Apples Never Fall
- Nafessa Williams in Rivals
- Rose Riley in Il ritorno di Rafter
- Nuria Herrero in 4 mamme per un delitto
- Lee Joo-bin in Come assicurarsi il divorzio

### Film d'animazione
- Jessica in Ortone e il mondo dei Chi
- Carla in Lupin the IIIrd - La bugia di Mine Fujiko
- Rebecca Rossellini in Lupin III - La partita italiana
- Quiete in Orion e il Buio

### Serie animate
- Jane (Episodio 5) in Ghostforce